# Pneoo II
Pneoo II is een compositie voor harmonieorkest van de Nederlandse componist Daan Manneke uit 1980.
Het werk werd geschreven in opdracht van het Nederlandse ministerie van Cultuur, Recreatie en Maatschappelijk Werk op verzoek van de Koninklijke Harmonie Oefening & Uitspanning uit Beek en Donk en hun dirigent Heinz Friesen. Het werk werd bekroond met de eerste prijs van de Hilvarenbeekse Muziekprijs.